# Skoky na lyžích na Zimních olympijských hrách 2006
Skoky na lyžích na olympiádě v Turíně se konaly od 11. do 20. února v Pragelatu.

## Dějiště závodů
Můstky byly vybudovány speciálně pro olympijské hry. Velký můstek HS140 zažil premiéru rok před olympiádou při závodě Světového poháru. Reakce na můstek byla rozpačitá. Leží v atypicky vysoké nadmořské výšce (1535 metrů), skokani necítí tlak do lyží a každý závan větru citelně ovlivňuje délku skoku. Někteří sportovci považují profil můstku za zastaralý a závody na něm za loterii. Němečtí skokani jej označili za „divný“, finští za „takřka nemožný“. Nerad na něm závodí i český skokan Jakub Janda. Můstek má však platnou homologaci od Mezinárodní lyžařské federace.
Olympijské můstky HS 140 a HS 106 se nacházejí v městě Pragelato, jenž leží 85 km severně od Turína. Vedle nich jsou v areálu tři tréninkové můstky K60, K30 a K15. Areál pojme 7500 návštěvníků. Rekord velkého můstku drží polský skokan Adam Małysz a jeho hodnota činí 140,5 metru.

## Česká účast
Český tým tvořili:
- Jakub Janda
- Jan Matura
- Jan Mazoch
- Borek Sedlák
- Ondřej Vaculík

Do závodu mohli nastoupit pouze čtyři skokani. Na středním můstku do soutěže nezasáhl Ondřej Vaculík, do závodu na velkém můstku nebyl nominován Jan Mazoch. V Turíně se nacházelo v roli předskokanů dalších pět českých sportovců (Michal Doležal, Lukáš Hlava, Roman Koudelka, Tomáš Kyncl a František Vaculík).
Český tým poznamenaly dvě kontroverze. V původní nominaci chyběl vítěz závodu CoC Borek Sedlák, což vyvolalo kritiku od části odborné i laické veřejnosti. Problém se vyřešil v momentě, kdy se krátce před olympiádou zranil skokan Antonín Hájek a uvolněné místo obsadil právě Borek Sedlák.
Druhá kauza zřejmě částečně poznamenala výkony české i světové skokanské jedničky Jakuba Jandy. Trenéra české reprezentace Vasji Bajce se dotkla kritika činovníků českého skoku ze strany serveru skoky.cz. Bajc zvažoval, že na olympiádu nepojede, a funkcionář Leoš Škoda informaci předal novinářům. Jakub Janda později přiznal, že negativní publicita a atmosféra nejistoty se podepsala na jeho psychice i výkonech. V prvním závodě se nevešel do první desítky, v druhém ji uzavíral. Zůstal tak daleko za očekáváním.
Od Jana Matury se očekávalo umístění kolem druhé desítky, což splnil. Úkolem Jana Mazocha, Borka Sedláka a Ondřeje Vaculíka byl postup z kvalifikace, což také dokázali. Postupem do druhého kola však nikdo z nich nepřekvapil. V soutěži týmů byl úkolem české reprezentace postup do druhého kola, což se nepodařilo a tým skončil o místo níže na 9. příčce.

## Přehled medailí
| Pořadí | Země           | Zlato | Stříbro | Bronz | Celkově |
| ------ | -------------- | ----- | ------- | ----- | ------- |
| 1.     | Rakousko (AUT) | 2     | 1       | 0     | 3       |
| 2.     | Norsko (NOR)   | 1     | 0       | 3     | 4       |
| 3.     | Finsko (FIN)   | 0     | 2       | 0     | 2       |
|        | Celkem         | 3     | 3       | 3     | 9       |

## Medailisté

### Muži
| Disciplína            | Zlato                                                                           | Výkon | Stříbro                                                               | Výkon | Bronz                                                                            | Výkon |
| --------------------- | ------------------------------------------------------------------------------- | ----- | --------------------------------------------------------------------- | ----- | -------------------------------------------------------------------------------- | ----- |
| střední můstek        | Lars Bystøl · Norsko (NOR)                                                      | 266.5 | Matti Hautamäki · Finsko (FIN)                                        | 265.5 | Roar Ljøkelsøy · Norsko (NOR)                                                    | 264.5 |
| velký můstek          | Thomas Morgenstern · Rakousko (AUT)                                             | 276.9 | Andreas Kofler · Rakousko (AUT)                                       | 276.8 | Lars Bystøl · Norsko (NOR)                                                       | 250.7 |
| velký můstek družstva | Rakousko · Andreas Widhölzl · Andreas Kofler · Martin Koch · Thomas Morgenstern | 984.6 | Finsko · Tami Kiuru · Janne Happonen · Janne Ahonen · Matti Hautamäki | 976.6 | Norsko · Lars Bystøl · Bjørn Einar Romøren · Tommy Ingebrigtsen · Roar Ljøkelsøy | 950.1 |